# Sun Dawu

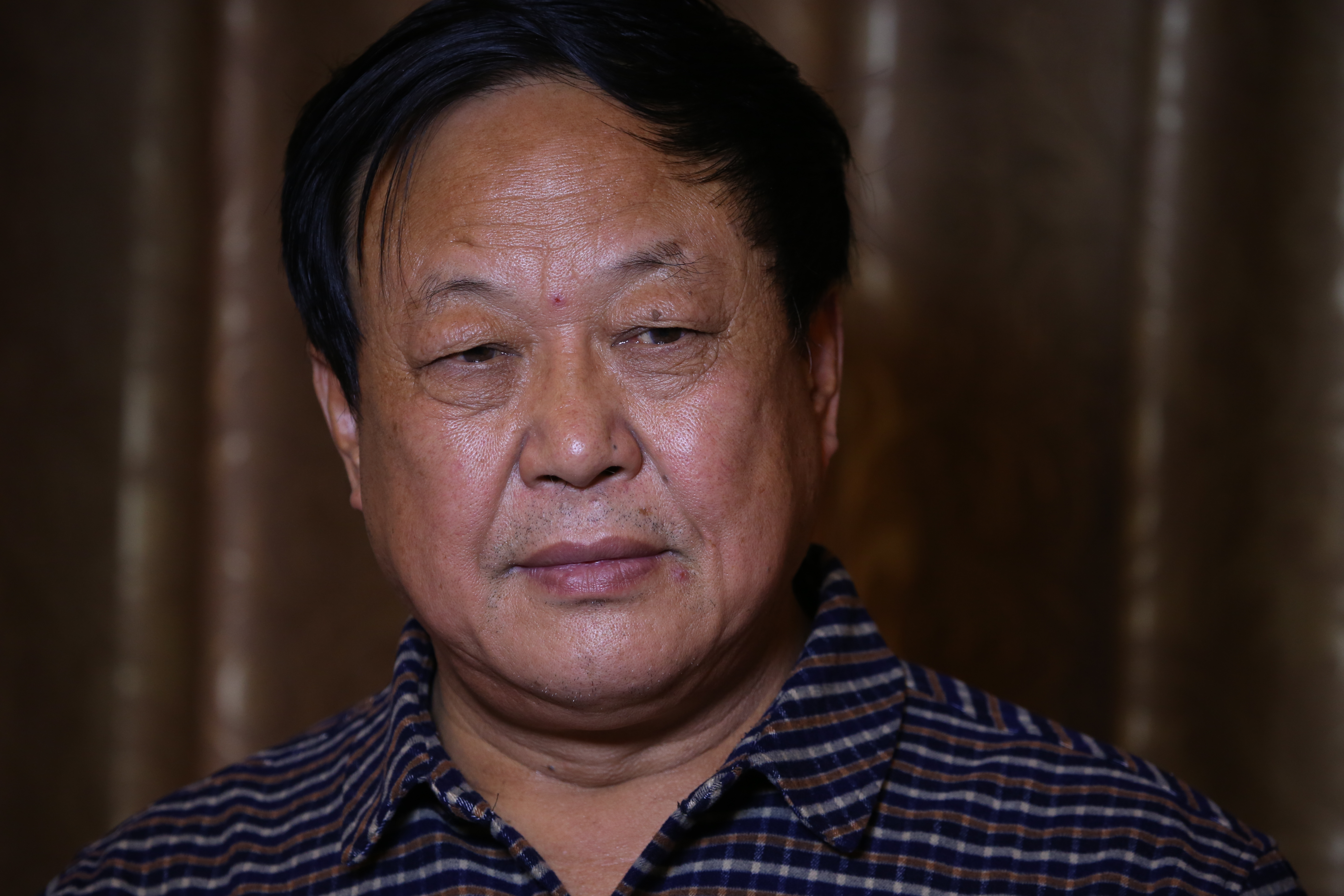
Sun Dawu (2014)

Sun Dawu (chinesisch 孙大午, Pinyin Sūn Dàwǔ; * 29. Juni 1954 in Xushui, Baoding der Provinz Hebei) ist ein chinesischer Schriftsteller, Menschenrechtsaktivist, Unternehmer, Dissident  und offener Kritiker der chinesischen Politik.

## Leben
Nach dem Abschluss der Mittelschule verbrachte Sun Dawu einige Zeit in Linfen, Shanxi, in der 82. Division der 28. Gruppenarmee der Volksbefreiungsarmee. In dieser Zeit erwarb er auch Erfahrungen in Landwirtschaft und Viehzucht und gründete 1985 gründete die Firma Dawu Agriculture Group, deren Vorstandsvorsitzender er war. Er begann sein Geschäft mit 1.000 Hühnern und 50 Schweinen. Während seiner Amtszeit als Vorsitzender wurde Sun Dawu im Juni 1996 die Ehre des No. 1 Chicken Raising Scholar in der Provinz Hebei verliehen.
1995 wurde seine Firma zu einem der 500 größten Privatunternehmen Chinas, und Sun Dawu wurde auch zum Abgeordneten des Volkskongresses der Stadt Baoding gewählt. Im August 1996 wurde er zum Vorsitzenden des Verbands der Geflügel- und Eierindustrie in Baoding gewählt.

## Rechtsfragen
Sun trat als offener Kritiker der chinesischen Agrarpolitik auf und forderte insbesondere mehr Entscheidungsfreiheit für Landwirte. Schon 2003 war Sun wegen „illegaler Spendensammlung“ zu einer Gefängnisstrafe von drei Jahren auf Bewährung verurteilt worden. Da ihm zur Finanzierung der Expansion seines Unternehmens keine Bank einen Kredit geben wollte, hatte sein Unternehmen bei Freunden und Nachbarn umgerechnet rund 30 Millionen Dollar – zu höheren als den banküblichen Bedingungen – geliehen. Sein Freund Liu Xiaobo, Nobelpreisträger, hat ihn im Artikel Über das Verfahren Sun Dawu (刘晓波：恶法治国及其受害者——评“孙大午非法融资案”) unterstützt und das chinesische Regime scharf kritisiert. Sein damaliger Anwalt, Xu Zhiyong, verschwand im Februar 2020.
Im Jahr 2019 warf er der Regierung öffentlich vor, sie habe versucht, den Ausbruch der Afrikanische Schweinepest in China, in deren Verlauf schließlich mehr als 100 Millionen Tiere starben, zu verheimlichen. Die Behörden hätten erst dann mit dem Testen der Schweine auf die Seuche begonnen, nachdem er Fotos toter Tiere ins Internet gestellt habe.
Sun Dawu wurde am 28. Juli 2021 zu einer Haftstrafe von 18 Jahren verurteilt. Ein Gericht in Gaobeidian bei Peking sprach den 67-Jährigen in einer Reihe von Anklagepunkten schuldig, darunter „Versammlung einer Menschenmenge zum Angriff auf Staatsorgane“, „Behinderung der Verwaltung“ und „Aufwiegelung“. Laut der Nachrichtenagentur AP muss Sun zusätzlich zur Haft auch eine Geldstrafe in Höhe von umgerechnet fast einer halben Million US-Dollar zahlen. Das Verfahren war hinter verschlossenen Türen abgehalten worden. Die genauen Vorwürfe und die Urteilsbegründung blieben weitgehend unklar.